# Lista de presidentes do Instituto Brasileiro do Meio Ambiente e dos Recursos Naturais Renováveis
Essa é uma lista de presidentes do Instituto Brasileiro do Meio Ambiente e dos Recursos Naturais Renováveis (Ibama).

## Presidentes
| Nº | Nome                                  | Início                  | Fim                     | Presidente                | Observações |
| -- | ------------------------------------- | ----------------------- | ----------------------- | ------------------------- | --- |
| 1  | Fernando César Mesquita               | 22 de fevereiro de 1989 | 15 de março de 1990     | José Sarney               | — |
| 2  | Werner Eugenio Zulauf                 | 15 de março de 1990     | 9 de abril de 1990      | Fernando Collor           | — |
| 3  | José Carlos Carvalho                  | 9 de abril de 1990      | 11 de maio de 1990      | Fernando Collor           | — |
| 4  | Tânia Maria Tonelli Munhoz            | 11 de maio de 1990      | 4 de outubro de 1991    | Fernando Collor           | — |
| 5  | Eduardo de Souza Martins              | 4 de outubro de 1991    | 21 de março de 1992     | Fernando Collor           | — |
| 6  | José Roberto Alves Corrêa             | 21 de março de 1992     | 23 de março de 1992     | Fernando Collor           | — |
| 7  | Maria Tereza Jorge Pádua              | 23 de março de 1992     | 17 de julho de 1992     | Fernando Collor           | — |
| 8  | Flávio Miragaia Perri                 | 17 de julho de 1992     | 7 de outubro de 1992    | Fernando Collor           | — |
| 9  | Humberto Cavalcante Lacerda           | 7 de outubro de 1992    | 11 de agosto de 1993    | Fernando Collor           | — |
| 9  | Humberto Cavalcante Lacerda           | 7 de outubro de 1992    | 11 de agosto de 1993    | Itamar Franco             | — |
| 10 | Simão Marrul Filho                    | 11 de agosto de 1993    | 13 de abril de 1994     | Itamar Franco             | — |
| 11 | Nilde Lago Pinheiro                   | 13 de abril de 1994     | 21 de fevereiro de 1995 | Itamar Franco             | — |
| 11 | Nilde Lago Pinheiro                   | 13 de abril de 1994     | 21 de fevereiro de 1995 | Fernando Henrique Cardoso | — |
| 12 | Raul Jungmann                         | 21 de fevereiro de 1995 | 29 de abril de 1996     | Fernando Henrique Cardoso | — |
| 13 | Eduardo de Souza Martins              | 29 de abril de 1996     | 20 de abril de 1999     | Fernando Henrique Cardoso | — |
| 14 | Marília Marreco Cerqueira             | 20 de abril de 1999     | 16 de janeiro de 2001   | Fernando Henrique Cardoso | — |
| 15 | Hamilton Nobre Casara                 | 16 de janeiro de 2001   | 2 de fevereiro de 2002  | Fernando Henrique Cardoso | — |
| 16 | Rômulo José Fernandes Barreto Mello   | 2 de fevereiro de 2002  | 3 de janeiro de 2003    | Fernando Henrique Cardoso | — |
| 16 | Rômulo José Fernandes Barreto Mello   | 2 de fevereiro de 2002  | 3 de janeiro de 2003    | Luiz Inácio Lula da Silva | — |
| 17 | Marcus Luiz Barroso Barros            | 3 de janeiro de 2003    | 2 de maio de 2007       | Luiz Inácio Lula da Silva | — |
| 18 | Bazileu Alves Margarido Neto          | 2 de maio de 2007       | 2 de junho de 2008      | Luiz Inácio Lula da Silva | — |
| 19 | Roberto Messias Franco                | 2 de junho de 2008      | 5 de abril de 2010      | Luiz Inácio Lula da Silva | — |
| 20 | Abelardo Bayma Azevedo                | 5 de abril de 2010      | 11 de janeiro de 2011   | Luiz Inácio Lula da Silva | — |
| 20 | Abelardo Bayma Azevedo                | 5 de abril de 2010      | 11 de janeiro de 2011   | Dilma Rousseff            | Abelardo proibiu entrevistas dos servidores e punições sem autorização. Foi exonerado a pedido da então presidente Dilma Rousseff junto com dois outros servidores considerados de confiança no Ministério do Meio Ambiente, o chefe da área de Planejamento e Orçamento, Gerson Galvão, e o diretor de Gestão Estratégica, Guilherme Brandão. |
| 21 | Américo Ribeiro Tunes                 | 11 de janeiro de 2011   | 25 de fevereiro de 2011 | Dilma Rousseff            | — |
| 22 | Curt Trennepohl                       | 25 de fevereiro de 2011 | 16 de maio de 2012      | Dilma Rousseff            | — |
| 23 | Volney Zanardi Júnior                 | 16 de maio de 2012      | 5 de maio de 2015       | Dilma Rousseff            | — |
| 24 | Marilene Ramos                        | 5 de maio de 2015       | 2 de junho de 2016      | Dilma Rousseff            | — |
| 25 | Suely Mara Vaz Guimarães de Aráujo    | 2 de junho de 2016      | 8 de janeiro de 2019    | Dilma Rousseff            | — |
| 25 | Suely Mara Vaz Guimarães de Aráujo    | 2 de junho de 2016      | 8 de janeiro de 2019    | Michel Temer              | — |
| 25 | Suely Mara Vaz Guimarães de Aráujo    | 2 de junho de 2016      | 8 de janeiro de 2019    | Jair Bolsonaro            | — |
| 26 | Eduardo Fortunato Bim                 | 8 de janeiro de 2019    | 2 de janeiro de 2023    | Jair Bolsonaro            | — |
| 26 | Eduardo Fortunato Bim                 | 8 de janeiro de 2019    | 2 de janeiro de 2023    | Luiz Inácio Lula da Silva | — |
| 27 | Rodrigo Antônio de Agostinho Mendonça | 14 de janeiro de 2023   | à atualidade            | Luiz Inácio Lula da Silva | — |